# La primera calle de la soledad
La primera calle de la soledad es la primera novela del escritor mexicano Gerardo Horacio Porcayo. Se conoce a esta obra como la que inauguró el género del cyberpunk en México y de las primeras de Iberoamérica. Fue escrita entre el 25 de febrero y el 23 de mayo de 1992, pese a que Neuromante de William Gibson, la primera novela cyberpunk, salió casi 10 años antes.
Después de su agotada primera edición en 1993, un sello independiente reeditó la obra para sacarla a la venta en 1997.

## Sinopsis
Un hacker conocido como el Zorro, es contratado por un hombre misterioso para realizar una misión de espionaje. En su aventura se involucra con la chica encargada de protegerlo y ayudarlo mientras realiza su tarea.
La misión que se le encarga se encuentra en medio de una guerra entre sectarios de religiones postapocalípticas rivales: los hijos del Armagedón por un lado, y el Cristorecepcionismo por el otro. Estos últimos son los que lo contratan a la fuerza para que ayude a recuperar una computadora que sirve de símbolo supremo a los hijos.

## Personajes
- Zorro

Hacker o proto-hacker obligado a trabajar para Trip Corporation y luego Laboratorios Mariano.
- Clara

Compañera del pasado de Zorro,muere en las redes de sueño eléctrico, y reproducida en sueño eléctrico por Rioja quien la viola y la destroza frente al Zorro.
- Naranjo

Es liberado por Eddy Brick de prisión para colaborar con el Zorro en un hackeo, en un principio luce en mal estado, desaparece después de la retención del Zorro.
- Rioja "El Bata Blanca"

Colabora con Laboratorios Mariano, es quien da órdenes a Zorro al realizar trabajos de Hackeo.
- Nataly

Se siente atraída por Zorro; ayuda al grupo de Rioja en los emplazamientos hasta escapar con Zorro.
- Eddy Brick

Contacto de el Zorro.
- Asfódelo

Inteligencia artificial programada para controlar la experiencia de los usuarios de la red de "sueños electrónicos." Llega a creerse un dios.

## Religiones
- Cristorrecepcionismo

Es una religión dirigida por Mateo Ayala, esta ganó terreno, desplazando a muchas de la religiones actuales.
- Hijos del Armageddon

Es una secta la cual se encuentra en contra o no cree en el Cristorrecepcionismo, la mayoría de los Hackers o Proto-hackers son considerados de esta forma.
- Pleyadianos

Este grupo religioso se opone a las creencias del Cristorrecepcionismo y los hijos del Armageddon.
- Skinheads

Es una secta que incluso en nuestros días se sabe de su existencia, son muy consevadores y como su nombre lo indica tienen la cabeza rapada.

## Lugares
En la Tierra
- Monterrey

La trama comienza con el regreso de Zorro a la ciudad después de algunos años de estancia en México, D.F. De particular importancia es la Macroplaza de Monterrey puesto que a lo largo de la novela recurre como escenario de pesadillas de Zorro. Otros lugares importantes pero ficticios de la ciudad son el bar El Sueño de la Gaviota y un edificio de Laboratorios Mariano.
En la luna
- Tycho's City
- Tranquility City
- Serenity City

- Datos: Q5967879